# Le Flirt de Mabel
Pour plus de détails, voir Fiche technique et Distribution.
Le Flirt de Mabel (titre original : Her Friend The Bandit) est une comédie burlesque américaine réalisée par Mabel Normand et Charlie Chaplin, sortie le 4 juin 1914. C'est le seul film perdu avec Charlie Chaplin.

## Fiche technique
- Titre original : Her Friend The Bandit
  - Titres alternatifs : The Thief Catcher, A Thief Catcher, Mabel’s Flirtation
- Titre : Le Flirt de Mabel
- Réalisation : Mabel Normand, Charlie Chaplin
- Scénario : Mabel Normand, Charlie Chaplin
- Photographie : Frank D. Williams
- Production : Mack Sennett
- Société de production : Keystone
- Société de distribution : Mutual Film (1914)
- Pays d’origine :  États-Unis
- Langue : film muet avec les intertitres en anglais
- Format : Noir et blanc - 35 mm - 1,33:1  -  Muet
- Genre : comédie burlesque
- Longueur : une bobine (300 mètres)
- Durée : 11 minutes
- Date de sortie : 4 juin 1914

## Distribution
Source principale de la distribution :
- Charlie Chaplin : Bandit
- Mabel Normand : Mabel
- Charles Murray : Comte de Beans
- Glen Cavender : figuration (non crédité)
- William Hauber : figuration (non crédité)
- Charlotte Singleton[2] : figuration (non créditée)
- Phillip Tyron[3] : figuration (non crédité)